# Lincoln County (Kansas)
Lincoln County ist ein County im Bundesstaat Kansas der Vereinigten Staaten. Der Verwaltungssitz (County Seat) ist Lincoln Center. Das U.S. Census Bureau hat bei der Volkszählung 2020 eine Einwohnerzahl von 2939 ermittelt.

## Geographie
Das County liegt östlich des geographischen Zentrums von Kansas und hat eine Fläche von 1865 Quadratkilometern, wovon drei Quadratkilometer Wasserfläche sind. Es grenzt im Uhrzeigersinn an folgende Countys: Mitchell County, Ottawa County, Saline County, Ellsworth County, Russell County und Osborne County.

## Geschichte
Lincoln County wurde am 26. Februar 1867 gebildet. Benannt wurde es nach Abraham Lincoln, dem 16. US-Präsidenten.
10 Bauwerke und Stätten des Countys sind im National Register of Historic Places eingetragen (Stand 30. August 2017).

## Demografische Daten
Nach der Volkszählung im Jahr 2000 lebten im Lincoln County 3578 Menschen in 1529 Haushalten und 1039 Familien im Lincoln County. Die Bevölkerungsdichte betrug 2 Einwohner pro Quadratkilometer. Ethnisch betrachtet setzte sich die Bevölkerung zusammen aus 98,30 Prozent Weißen, 0,11 Prozent Afroamerikanern, 0,48 Prozent amerikanischen Ureinwohnern, 0,11 Prozent Asiaten und 0,25 Prozent aus anderen ethnischen Gruppen; 0,75 Prozent stammten von zwei oder mehr Ethnien ab. 1,03 Prozent der Bevölkerung waren spanischer oder lateinamerikanischer Abstammung.
Von den 1529 Haushalten hatten 27,1 Prozent Kinder unter 18 Jahren, die mit ihnen gemeinsam lebten. 58,1 Prozent waren verheiratete, zusammenlebende Paare, 6,4 Prozent waren allein erziehende Mütter und 32,0 Prozent waren keine Familien. 29,6 Prozent aller Haushalte waren Singlehaushalte und in 16,4 Prozent lebten Menschen mit 65 Jahren oder darüber. Die Durchschnittshaushaltsgröße betrug 2,29 und die durchschnittliche Familiengröße betrug 2,81 Personen.
23,5 Prozent der Bevölkerung waren unter 18 Jahre alt. 5,5 Prozent zwischen 18 und 24 Jahre, 22,9 Prozent zwischen 25 und 44 Jahre, 24,6 Prozent zwischen 45 und 64 Jahre und 23,5 Prozent waren 65 Jahre alt oder älter. Das Durchschnittsalter betrug 44 Jahre. Auf 100 weibliche Personen kamen 96,2 männliche Personen. Auf 100 erwachsene Frauen ab 18 Jahren kamen 92,4 Männer.
Das jährliche Durchschnittseinkommen eines Haushalts betrug 30.893 USD, das Durchschnittseinkommen einer Familie betrug 36.538 USD. Männer hatten ein Durchschnittseinkommen von 24.681 USD, Frauen 20.000 USD. Das Prokopfeinkommen betrug 15.788 USD.
7,3 Prozent der Familien und 9,7 Prozent der Bevölkerung lebten unterhalb der Armutsgrenze.

## Orte im County
- Ash Grove
- Barnard
- Barton
- Beverly
- Denmark
- Edalgo
- Goldenrod
- Juniata
- Lincoln
- Milo
- Quartzite
- Shady Bend
- Sylvan Grove
- Vesper
- Westfall
- Wolf Creek

Townships
- Battle Creek Township
- Beaver Township
- Cedron Township
- Colorado Township
- Elkhorn Township
- Franklin Township
- Golden Belt Township
- Grant Township
- Hanover Township
- Highland Township
- Indiana Township
- Logan Township
- Madison Township
- Marion Township
- Orange Township
- Pleasant Township
- Salt Creek Township
- Scott Township
- Valley Township
- Vesper Township